# Kleinbahn Bossel–Blankenstein
| Karte des Verlaufs der Kleinbahn Bossel-Blankenstein |                      |                                         |                                         |
| Streckenlänge: | 9,37 km              |                                         |                                         |
| Spurweite: | 1435 mm (Normalspur) |                                         |                                         |
| |                      |                                         |                                         |
| \| \| \| Abzweig Ruhrtalbahn/Bossel-Blankenstein \| \| \| \| \| Blankenstein Süd \| ca. 75 m \| \| \| \| Hammertal \| \| \| \| \| Durchholz \| \| \| \| \| Zeche Glückauf Barmen/Vereinigte Adolar \| \| \| \| \| \| \| \| \| \| Ibachsmühle \| \| \| \| \| Sirrenbergtunnel \| \| \| \| \| Sirrenberg \| \| \| \| \| von Hattingen \| \| \| \| \| Bossel \| ca. 213 m \| \| \| \| nach Wuppertal-Wichlinghausen \| \| |                      |                                         |                                         |
| Abzweig quer und ehemals von links |                      | Abzweig Ruhrtalbahn/Bossel-Blankenstein | Abzweig Ruhrtalbahn/Bossel-Blankenstein |
| Dienststation / Betriebs- oder Güterbahnhof (Strecke außer Betrieb) |                      | Blankenstein Süd                        | ca. 75 m                                |
| Dienststation / Betriebs- oder Güterbahnhof (Strecke außer Betrieb) |                      | Hammertal                               | Hammertal                               |
| Dienststation / Betriebs- oder Güterbahnhof (Strecke außer Betrieb) |                      | Durchholz                               | Durchholz                               |
| Strecke (außer Betrieb) · Betriebs-/Güterbahnhof Streckenanfang (Strecke außer Betrieb) |                      | Zeche Glückauf Barmen/Vereinigte Adolar | Zeche Glückauf Barmen/Vereinigte Adolar |
| Abzweig geradeaus und von links (Strecke außer Betrieb) · Strecke nach rechts (außer Betrieb) |                      |                                         |                                         |
| Dienststation / Betriebs- oder Güterbahnhof (Strecke außer Betrieb) |                      | Ibachsmühle                             | Ibachsmühle                             |
| Tunnel (Strecke außer Betrieb) |                      | Sirrenbergtunnel                        | Sirrenbergtunnel                        |
| Dienststation / Betriebs- oder Güterbahnhof (Strecke außer Betrieb) |                      | Sirrenberg                              | Sirrenberg                              |
| Abzweig geradeaus und von rechts (Strecke außer Betrieb) |                      | von Hattingen                           | von Hattingen                           |
| Bahnhof (Strecke außer Betrieb) |                      | Bossel                                  | ca. 213 m                               |
| Strecke (außer Betrieb) |                      | nach Wuppertal-Wichlinghausen           | nach Wuppertal-Wichlinghausen           |

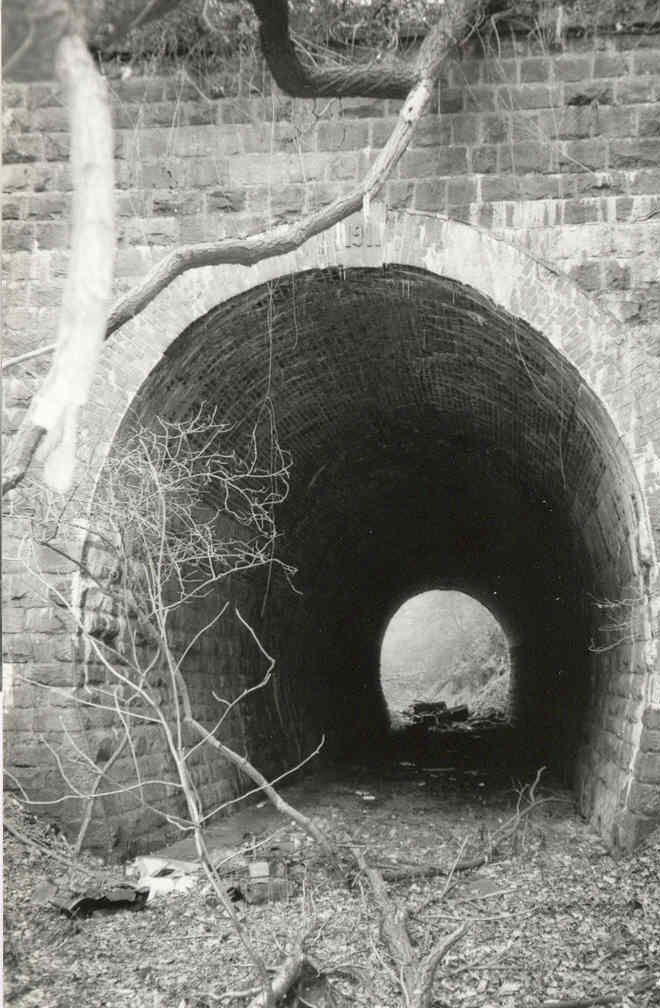
Portal des Sirrenbergtunnels

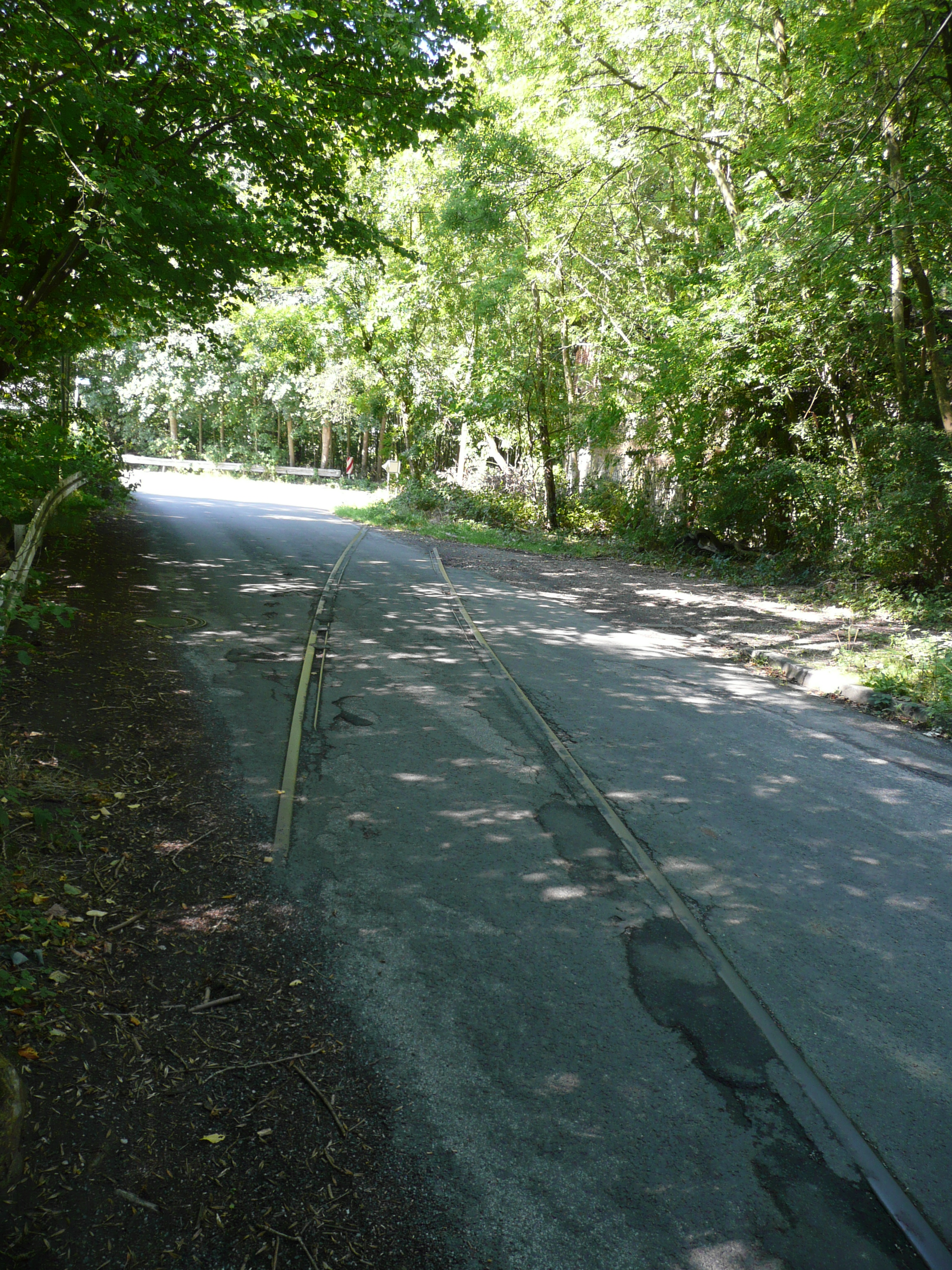
Ehemaliger Bahnübergang im Hammertal

Die Kleinbahn Bossel–Blankenstein war eine normalspurige Eisenbahnstrecke im südlichen Ruhrgebiet. Die nur 9,37 km lange Bahn verband durch das Hammertal die Bahnhöfe Bossel an der Bahnstrecke Hattingen–Wuppertal und Blankenstein an der Ruhrtalbahn und wurde im Zeitraum von 1909 bis 1912 erbaut.

## Geschichte

### Gründung
Die Eröffnung fand abschnittsweise statt:
- 18. Oktober 1910: Blankenstein – Zeche Glückauf Barmen
- 22. Juli 1911: bis Ibachsmühle
- 7. Februar 1912: bis Bossel

Die Bahn diente in erster Linie dem Güterverkehr, besonders zum Transport der in der Gegend des Pleßbachs gewonnenen Bodenschätze Steinkohle und Sandstein. Der Streckenverlauf war der einer Gebirgsbahn mit Steigung von bis zu 2,5 %, 20 m tiefen Einschnitten und 15 m hohen Dämmen. Der noch vorhandene Sirrenbergtunnel mit einer Länge von 35 m gilt als einer der kürzesten in Deutschland. Der Höhenunterschied zwischen den beiden Endbahnhöfen beträgt 156 m.
Die Initiative zum Bau und Betrieb der Strecke ging von den umgebenden Gemeinden Nieder- und Obersprockhövel, Durchholz, Buchholz und Westerherbede aus und sollte die Kohlekrise zu Beginn des 20. Jahrhunderts überwinden helfen, indem sie durch Verringerung der Transportkosten die in der Nähe abgebauten Kohle wieder konkurrenzfähig machte.
Angebunden wurden die Zechen Kleine Windmühle, Elisabethenglück, Tinsbank, Cleverbank bzw. Plessbach, Vereinigte Hammerthal und Harmonie an. Die Zeche Vereinigte Adolar hatte einen eigenen Gleisanschluss.
Der Betrieb der Bahn wurde von der Continentalen Eisenbahn-Bau- und Betriebs-Gesellschaft von Blankenstein ausgehend durchgeführt, wo sich ein umfangreicher Bahnhof und Werkstätten für die elf Eisenbahnwagen und die beiden eigenen Dampflokomotiven befanden.

### Betriebsgesellschaft für die Kleinbahn Bossel-Blankenstein
Ab 1. April 1921 übernahm die Betriebsgesellschaft für die Kleinbahn Bossel-Blankenstein pachtweise die Anlagen, nachdem die Vorgängergesellschaft schon Ende 1920 die Verträge wegen mangelnder Gewinnaussichten gekündigt hatte.

### Kleinbahn Bossel-Blankenstein GmbH
Am 1. September 1950 übertrug die aus den Gemeinden gebildete Kleinbahn Bossel-Blankenstein die Betriebsführung dem Provinzialverband Westfalen, dem späteren Landschaftsverband Westfalen-Lippe.

### Eisenbahngesellschaft Bossel-Blankenstein mbH
Seit etwa 1960 firmierte die Eigentümerin als Eisenbahngesellschaft Bossel-Blankenstein mbH.
Personenzüge befuhren die Strecke nicht planmäßig. Lediglich im Ersten und Zweiten Weltkrieg und danach (1914–1918/1939–1949) durften Bergleute die Bahn nutzen. 1914 wurden in umgerüsteten Güterwagen 72.744 Personen befördert.
Die wirtschaftliche Situation der Bahn war zunächst wider Erwarten gut. 1912 wurden 111.800 t Güter befördert, 1914 135.882 t. Es gab einen nichtöffentlichen Personenverkehr im Zugführerabteil, 7058 Personen wurden 1912 transportiert. Dann machte der Erste Weltkrieg die Hoffnungen zunichte, besonders seine Folgen, die Ruhrbesetzung und die Weltwirtschaftskrise. Erst die wirtschaftliche Scheinblüte während der Herrschaft des Nationalsozialismus sorgte für schwarze Zahlen in den Bilanzen. Mit dem Beginn des Zweiten Weltkriegs begann der Niedergang der Bahn, an dessen Ende sämtliche Betriebsgüter komplett heruntergewirtschaftet waren.
In der Zeit des Wirtschaftswunders wurde die Bahn wegen der Nähe zu den immer noch wichtigen Zechen wieder gebraucht und saniert. So konnten sämtliche Schienen und Bahnschwellen ausgetauscht werden. Weiterhin wurden die Dampflokomotiven durch Diesellokomotiven ersetzt. Dennoch ließ sich die Stilllegung nicht verhindern, als in den 1960er Jahren das Zechensterben begann und Teile der Trasse zum Bau der Bundesautobahn 43 benötigt wurden. 1964 wurde die letzte Zeche an der Strecke stillgelegt. Am 1. April 1968 wurde der gesamte Schienenverkehr eingestellt, nachdem schon ab 17. September 1966 zwischen Bossel und Durchholz keine Züge mehr gefahren waren.
Der Streckenverlauf ist heute zum Teil noch gut zu erkennen, selbst der Sirrenbergtunnel als einer der kürzesten Eisenbahntunnel Deutschlands ist noch vorhanden. Zu einem Bahntrassenradweg umgebaut, ist dort teilweise auch eine Nutzung als Wanderweg möglich.
Ende 2011 wurden die letzten Gleisteile aus dem Straßenbelag im Hammertal entfernt.
Die beiden 1910 von Orenstein & Koppel gebauten Dampfloks waren dreiachsig. 1954 wurde eine Diesellok bei Deutz und 1963 bei Jung (Typ R 30 C) gekauft. Die Deutzer Lok, die heutige D 52, wurde an die Ruhr-Lippe-Eisenbahn verkauft und ist inzwischen bei der Museumseisenbahn Hamm.